# Geological Museum
Le Geological Museum, à l'origine The Museum of Practical Geology, fondé en 1835, est un des plus anciens musées du monde. Il fait de nos jours partie du Musée d'histoire naturelle de Londres.
En 1935, il a été transféré de Jermyn Street à Exhibition Road (South Kensington).

## Histoire
Il est fondé Craig's Court, Whitehall sur l'instigation de Henry De la Beche alors directeur du British Geological Survey en 1835. Sa bibliothèque est établie en 1843 par la donation de la Beche de sa propre bibliothèque.
Devant son développement, de plus vastes locaux deviennent nécessaires. Un bâtiment est alors commandé à James Pennethorne. Celui-ci est construit Jermyn Street de 1845 à 1849 et donne aussi sur Piccadilly. Il est inauguré en mai 1851 par le prince Albert.
Les collections sont réparties en deux sections principales couvrant les matériaux naturels trouvés au Royaume-Uni et les produits industriels fabriqués à partir de ces collections. Il y a alors trois sections secondaires, couvrant les appareils mécaniques utilisés pour traiter les matières premières, les spécimens de produits historiques et les matières étrangères importées à l'état brut.
A l'été 1933, le Musée accueille la London Economic Conference (en) où soixante-six nations se sont réunies pour chercher une solution à la récession.
En 1935, le Musée est transféré à Exhibition Road et devient célèbre pour les nombreux dioramas (peintures tridimensionnelles) utilisés pour interpréter la géologie et les techniques minières, dioramas qui pour la plupart disparaissent en 1986 lorsque le Musée est repris par le Musée d'histoire naturelle de Londres.
Le Geological Museum fusionne en 1965 avec le British Geological Survey et l'Overseas Geological Surveys, sous le nom d'Institute of Geological Sciences.